# E17 (trasa europejska)
E17 – trasa europejska pośrednia północ-południe.
E17 zaczyna się w Antwerpii w północnej Belgii, kończy się w Beaune, w pobliżu Dijon w środkowo-zachodniej Francji.

## Przebieg E17
Belgia
- autostrada A 14 – Antwerpen (Antwerpia) – Sint-Niklaas – Gent (Gandawa) – Kortrijk

 Francja
- autostrada A 22 – Tourcoing – (Lille)
- droga N227 – Villeneuve-d’Ascq
- autostrada A 1 – Hénin-Beaumont – Arras
- autostrada A 26 – (Cambrai) - Saint-Quentin – Laon
- autostrada A 4 – Reims
- autostrada A 26 – Châlons-en-Champagne – Troyes
- autostrada A 5 – Chaumont
- autostrada A 31 – Dijon – Beaune

## Stary system numeracji
Do 1985 obowiązywał poprzedni system numeracji, według którego oznaczenie E17 dotyczyło trasy Chagny – Salzburg o naastępującym przebiegu: Chagny – Dijon – Belfort – Bazylea – Olten – Zurych – Winterthur – St. Gallen – St. Margarethen – Innsbruck – Wörgl – Salzburg. Arteria E17 była wtedy zaliczana do kategorii „A”, w której znajdowały się główne trasy europejskie.

### Drogi w ciągu dawnej E17
Lista dróg opracowana na podstawie materiału źródłowego
| Francja          | - Chagny – Beaune - autostrada A37: Beaune – Dijon - droga 70: Dijon – Gray – Combeaufontaine - droga 19: Combeaufontaine – Vesoul – Belfort - droga 419: Belfort – granica ze Szwajcarią |
| Szwajcaria       | - droga nr 2: granica z Francją – Basel – Olten – Zofingen - autostrada N1: Zofingen – Zurich – Winterthur – St. Gallen – St. Margarethen - St. Margarethen – granica z Austrią |
| Austria          | - droga nr 31: granica ze Szwajcarią – Bregenz - droga nr 190: Bregenz – Dornbirn - droga nr 190: Dornbirn – Feldkirch – Bludenz - droga nr 190: Bludenz – Klösterle - droga nr 316: Klösterle – Landeck - droga nr 171: Landeck – Innsbruck - autostrada A12: Innsbruck – Wörgl - droga nr 312: Wörgl – Lofer – granica z RFN |
| Niemcy Zachodnie | granica z Austrią – Bad Reichenhall – granica z Austrią |
| Austria          | granica z RFN – Salzburg |